# Katedra w Guadix
Katedra Wcielenia (hiszp. Catedral de la Encarnación) – rzymskokatolicka świątynia znajdująca się w hiszpańskim mieście Guadix.

## Historia
Diecezja Guadix jest wzmiankowana po raz pierwszy w 313 roku. W następnych stuleciach znajdowała się tutaj wizygocka katedra, która została zburzona, a na jej miejscu wzniesiono meczet. Pod koniec XV wieku miasto zostało zajęte przez chrześcijan a katolickie biskupstwo w 1492 reaktywował papież Innocenty VIII. Rozpoczęto przekształcanie meczetu w katolicką katedrę. Przebudową latach 1510–1520 kierował Pedro Morales. W 1549 rozpoczęto rozbudowę świątyni w stylu renesansowym na podstawie projektu Diega de Siloégo, a następnie Ambrosia Vica (za jego czasów wzniesiono drugą kondygnację wieży). Prace przerwano ok. 1568 i wznowiono dopiero w 1713, kierownictwo nad nimi przejął Blas Antonio Delgado, lecz już w 1714 zastąpili go Vicente Acero i Gaspar Cayón Orozco de la Vega. W 1715 wybudowano trzecią kondygnację wieży, a konstrukcję zwieńczono wiatrowskazem. W latach 1754–1799 wzniesiono istniejącą do dziś barokową fasadę. Przebudowę ostatecznie ukończono 5 listopada 1799. Obecne, ośmioboczne zwieńczenie dzwonnicy powstało w 1863 roku, a hełm wzniesiono dopiero w 1945.

## Architektura
Kościół trójnawowy, łączący elementy gotyku, renesansu i baroku. Fasadę zdobią trzy portale oraz rzeźby z 1992, zainstalowane na miejscu wcześniejszych, zniszczonych podczas hiszpańskiej wojny domowej. Elewację południowo-zachodnią zdobi portal poświęcony św. Jakubowi, wykonany w XVIII wieku, prawdopodobnie przez Vicentego Acera, a na elewacji południowo-wschodniej znajduje się barokowy portal św. Torkwata, wzniesiony w 1728 przez Gaspara Cayóna. Nad skrzyżowaniem naw znajduje się kopuła z ok. 1730 roku. Przy filarach tęczy znajdują się drewniane rzeźby aniołów, wykonane w XVIII wieku przez Torcuata Ruiza del Perala, który wykonał również bogato zdobioną ambonę. Pierwsze stalle w nawie głównej wykonano w 1531, obecne pochodzą z lat 1741–1781. Są one wykonane z drewna cyprysowego, zdobią je figury świętych. Oryginalne rzeźby zniszczono podczas wojny domowej między 1936 a 1939 rokiem, obecne są ich swobodną rekonstrukcją sprzed 2018. Prócz tego wnętrze katedry zdobi kopia piety watykańskiej, przywieziona do Guadix w 1930 i odrestaurowana w 2001. Korpus nawowy otaczają liczne kaplice boczne. Na dzwonnicy zawieszonych jest 15 dzwonów, dwa najstarsze pochodzą z 1580 i 1759 roku, pozostałe są XX-wieczne. Hełm wieży wzniesiono w 1945, wieńczy go rzeźba Jezusa Chrystusa.

## Galeria

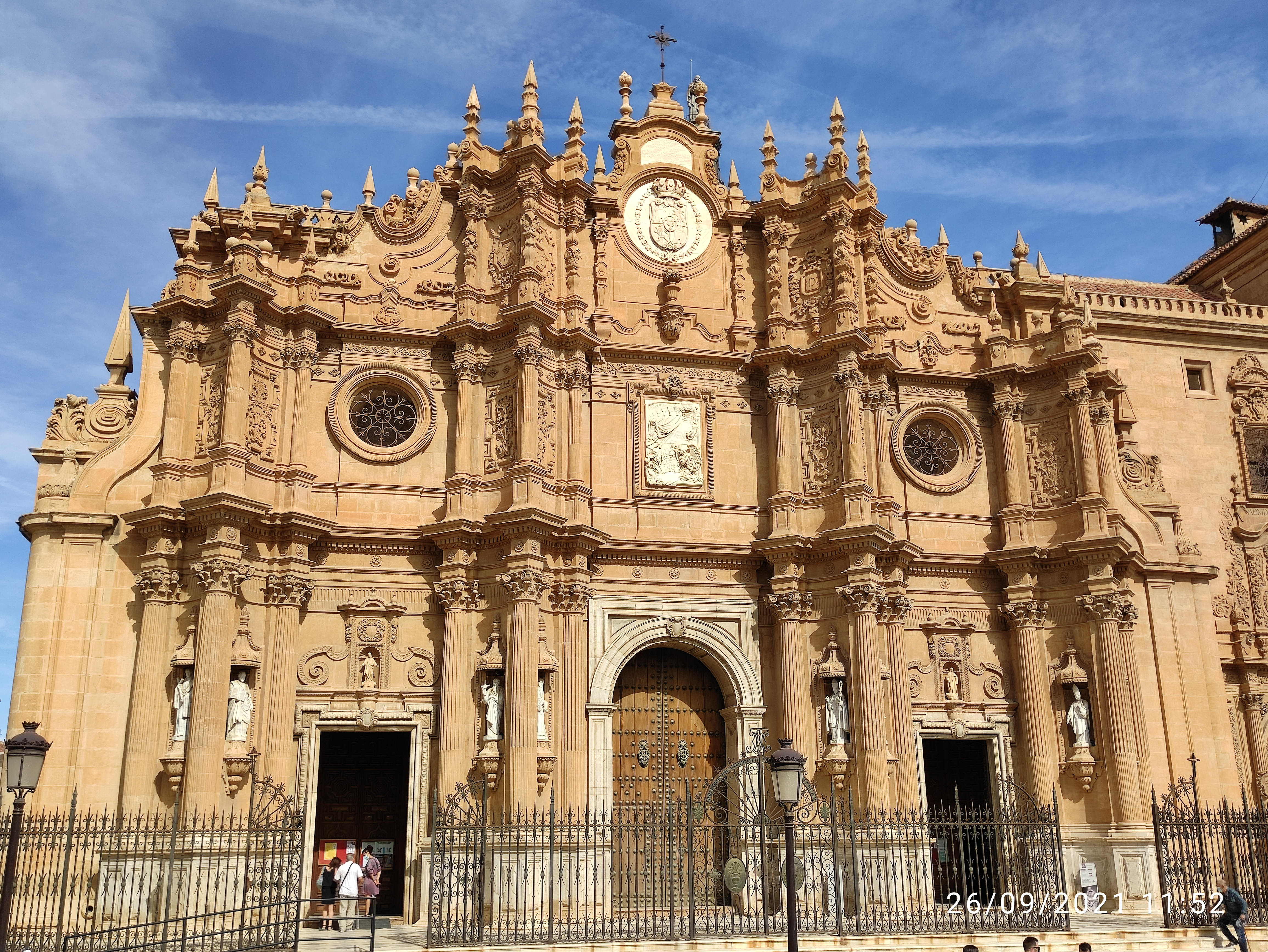
Fasada
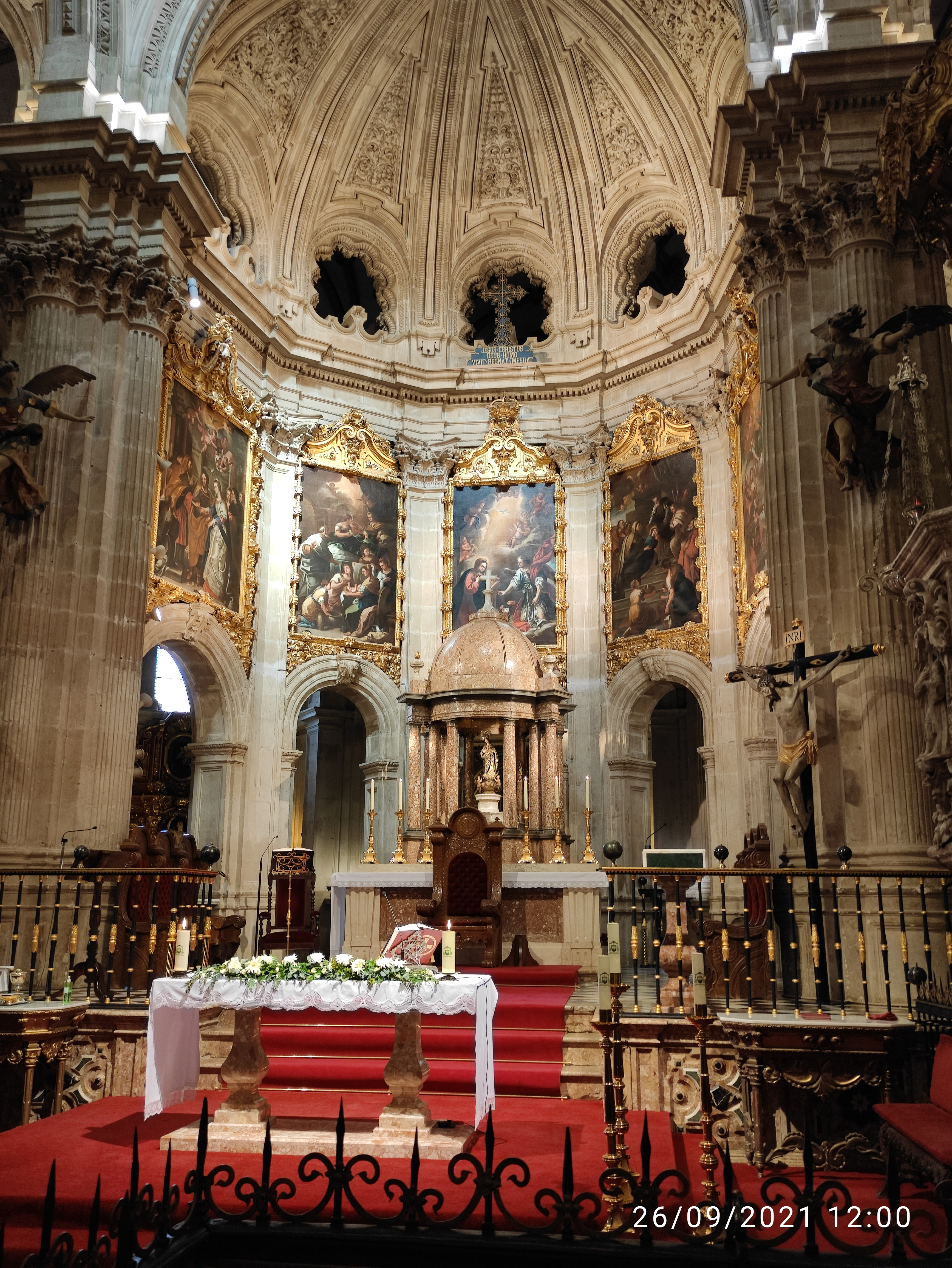
Prezbiterium
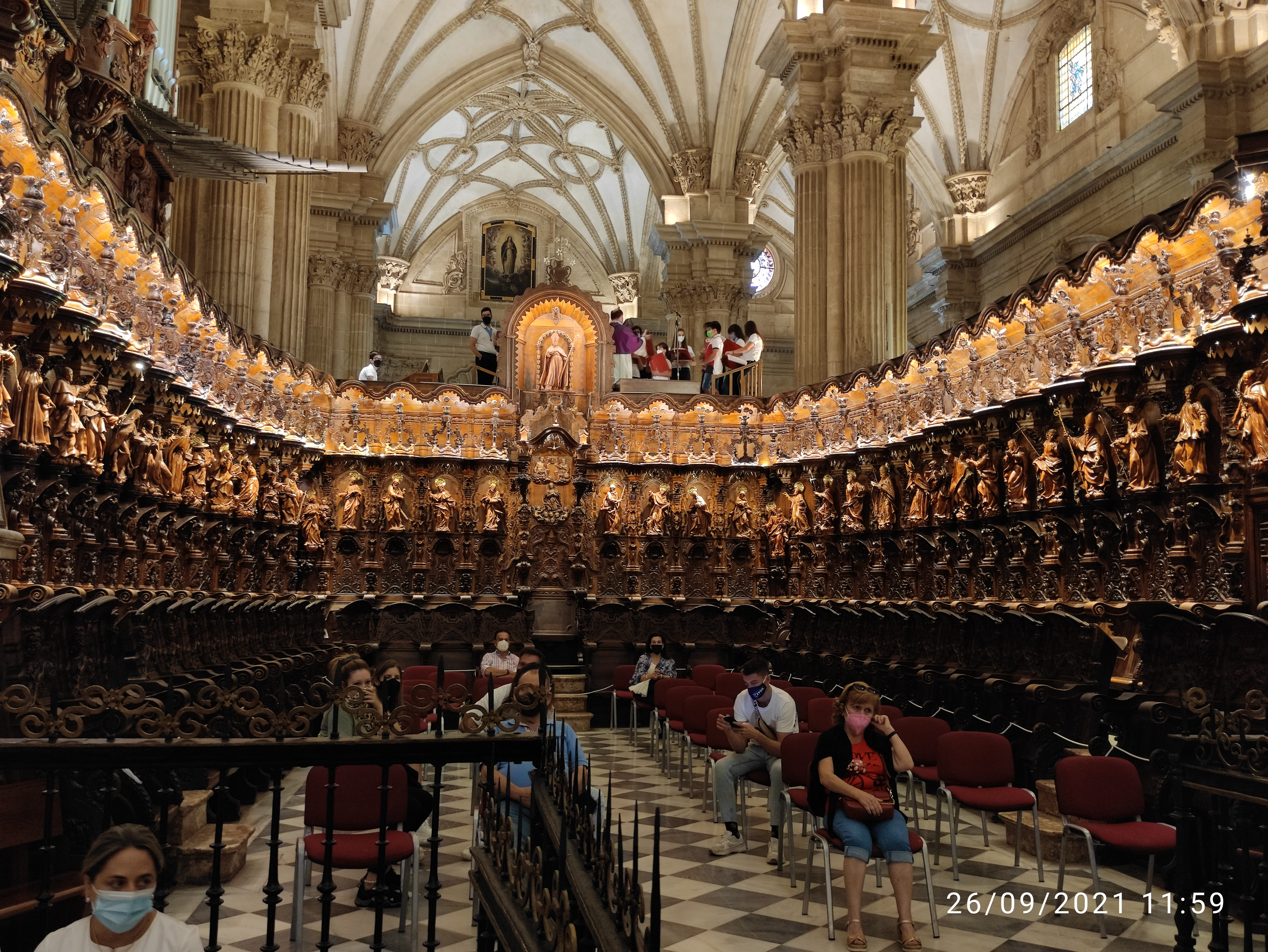
Stalle w nawie głównej
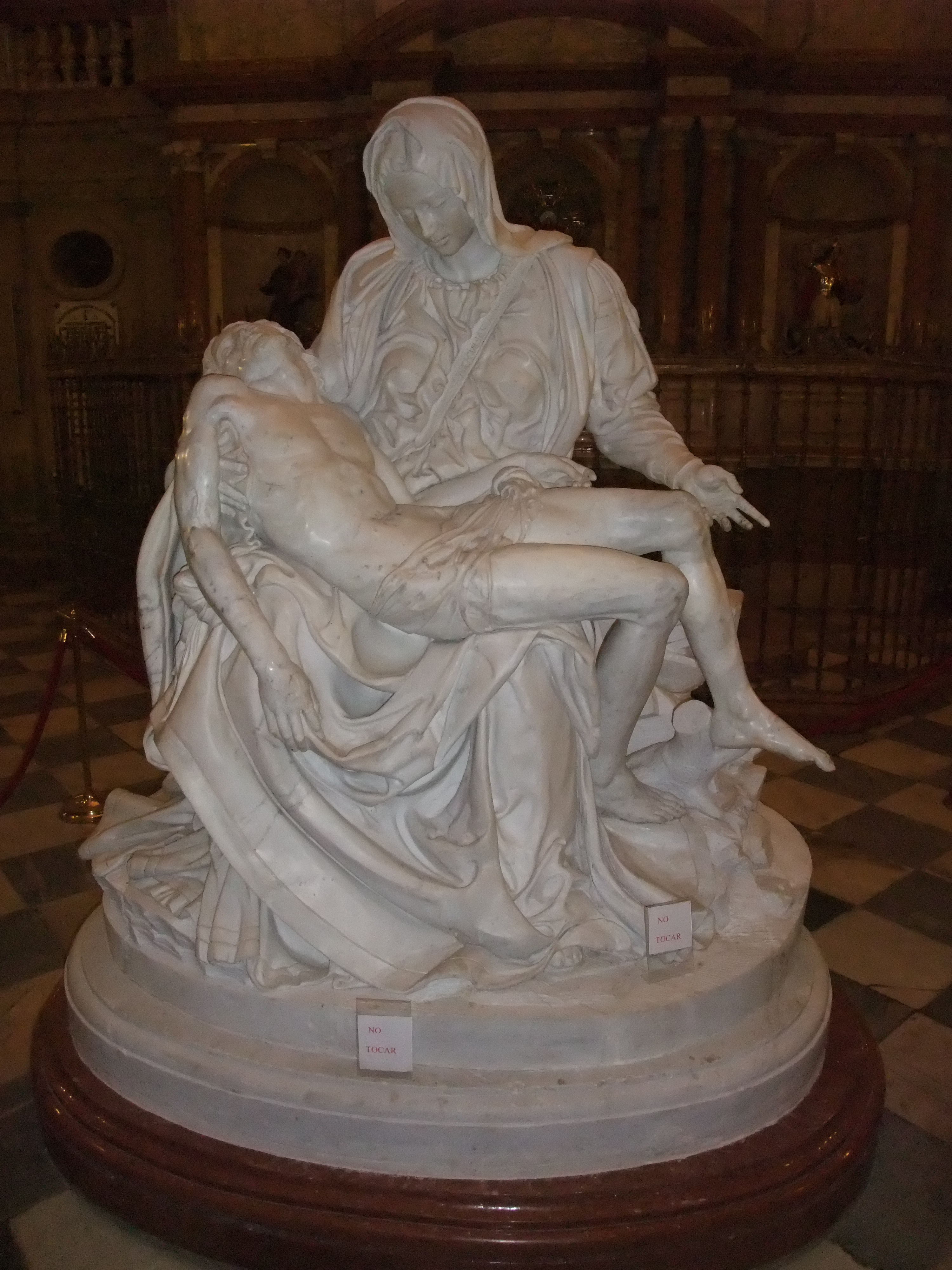
Kopia piety watykańskiej
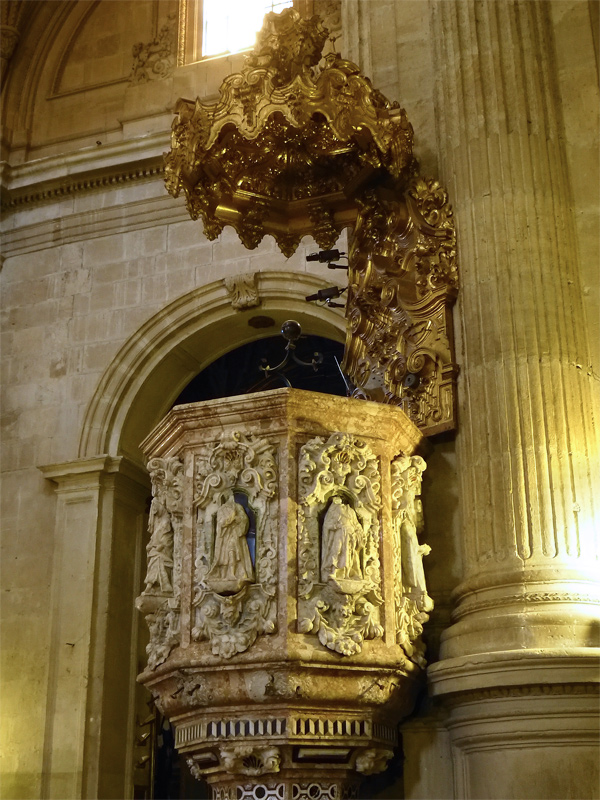
Ambona
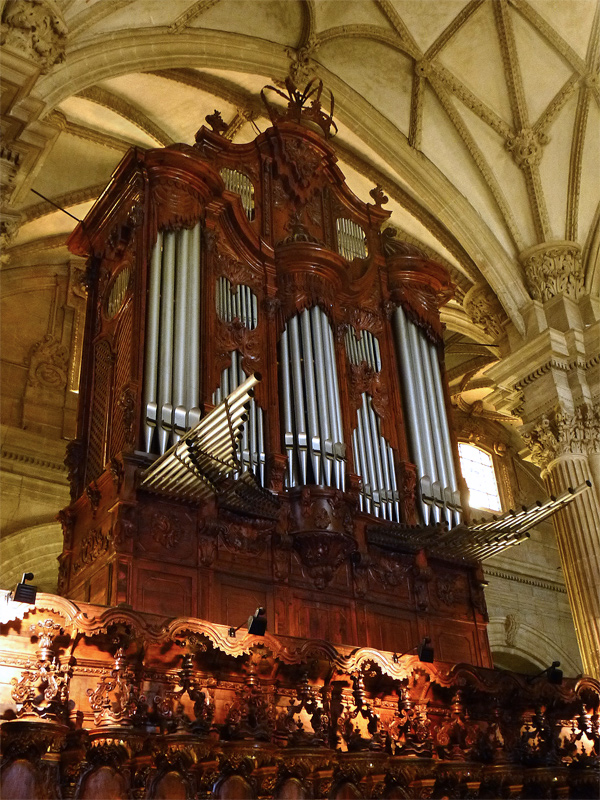
Organy